# Horizontal (album Bee Gees)
Horizontal – album studyjny wydany przez grupę Bee Gees w roku 1968.

## Lista utworów
| 1.  | „Word”                        | 3:13  |
|     |                               |       |
| 2.  | „And the Sun Will Shine”      | 3:36  |
|     |                               |       |
| 3.  | „Lemons Never Forget”         | 3:04  |
|     |                               |       |
| 4.  | „Really and Sincerely”        | 3:29  |
|     |                               |       |
| 5.  | „Birdie Told Me”              | 2:24  |
|     |                               |       |
| 6.  | „With the Sun in My Eyes”     | 2:40  |
|     |                               |       |
| 7.  | „Massachusetts”               | 2:25  |
|     |                               |       |
| 8.  | „Harry Braff”                 | 3:19  |
|     |                               |       |
| 9.  | „Day Time Girl”               | 2:34  |
|     |                               |       |
| 10. | „The Earnest of Being George” | 2:45  |
|     |                               |       |
| 11. | „The Change is Made”          | 3:37  |
|     |                               |       |
| 12. | „Horizontal”                  | 3:34  |
|     |                               |       |
|     |                               | 36:40 |
|     |                               |       |

## Twórcy
Źródło

### Bee Gees
- Barry Gibb – wokal, gitara
- Maurice Gibb – wokal, gitara basowa, pianino, melotron
- Robin Gibb – wokal, organy
- Vince Melouney – gitara
- Colin Petersen – perkusja

### Inni osoby
| - Bee Gees – produkcja - Robert Stigwood – produkcja - Damon Lyon-Shaw – inżynier dźwięku - John Pantry – inżynier dźwięku - Mike Claydon – inżynier dźwięku |  | - Bill Inglot – remastering - Dan Hersch – remastering - Paragon Publicity – projekt okładki - Steve Stanley – kierownictwo artystyczne - Bill Shepherd – zarządzanie |